# Уеуетенанго
Уеуетенанго (ісп. Huehuetenango) — місто й муніципалітет у Гватемалі, адміністративний центр однойменного департаменту. Станом на 2011 рік чисельність населення становила 108 461 особу.

## Географія
Розташовано за 269 км на північний захід від столиці країни, міста Гватемала, на панамериканському шосе.

### Клімат
Місто знаходиться у зоні, котра характеризується океанічним кліматом субтропічних нагір'їв. Найтепліший місяць — квітень із середньою температурою 17.8 °C (64 °F). Найхолодніший місяць — січень, із середньою температурою 13.9 °С (57 °F).
| Клімат Уеуетенанго      | Клімат Уеуетенанго | Клімат Уеуетенанго | Клімат Уеуетенанго | Клімат Уеуетенанго | Клімат Уеуетенанго | Клімат Уеуетенанго | Клімат Уеуетенанго | Клімат Уеуетенанго | Клімат Уеуетенанго | Клімат Уеуетенанго | Клімат Уеуетенанго | Клімат Уеуетенанго | Клімат Уеуетенанго |
| Показник                | Січ.               | Лют.               | Бер.               | Квіт.              | Трав.              | Черв.              | Лип.               | Серп.              | Вер.               | Жовт.              | Лист.              | Груд.              | Рік                |
| Середня температура, °C | 14                 | 15                 | 17                 | 18                 | 18                 | 18                 | 17                 | 17                 | 17                 | 16                 | 15                 | 14                 | 16                 |
| Норма опадів, мм        | 5                  | 10                 | 22                 | 36                 | 113                | 203                | 114                | 128                | 217                | 139                | 28                 | 6                  | 1021               |
| ----------------------- | ------------------ | ------------------ | ------------------ | ------------------ | ------------------ | ------------------ | ------------------ | ------------------ | ------------------ | ------------------ | ------------------ | ------------------ | ------------------ |
| Джерело: Weatherbase    |                    |                    |                    |                    |                    |                    |                    |                    |                    |                    |                    |                    |                    |

## Економіка
Неподалік від міста є руїни маянського міста Сакулеу, що приваблюють туристів. Є невеликий музей, в якому представлено предмети, пов'язані з Сакулеу. Основною статтею прибутків є експорт кави.
В Уеуетенанго народився колишній президент Гватемали Ефраїн Ріос Монтт.